# Pieve di San Pancrazio Martire (Parma)
La pieve di San Pancrazio Martire è un luogo di culto cattolico dalle forme romaniche e neoclassiche situato in via Don Tito Pioli 7 a San Pancrazio Parmense, frazione alle porte di Parma lungo la via Emilia, in provincia e diocesi di Parma; appartiene al gruppo delle pievi parmensi ed è sede di una parrocchia compresa nella zona pastorale della città.

## Storia
L'originario luogo di culto fu costruito sui resti di una preesistente basilica romana in epoca altomedievale, forse già nel VI secolo, ed entro il IX secolo fu scelto per accogliere una reliquia, proveniente da Roma, di san Pancrazio, al quale l'edificio fu intitolato.
La più antica testimonianza dell'esistenza del tempio, collocato lungo il tracciato della via Francigena, risale però al 1002, in un atto relativo a un'adunanza del Capitolo della Cattedrale di Parma, cui la chiesa apparteneva, organizzata dal vescovo di Parma Sigefredo II; la pieve, considerata di significativa importanza all'interno della diocesi, fu nominata anche tre anni dopo nell'Ordo Archipresbiterorum Plebium voluto da Sigifredo II.
La chiesa fu probabilmente ricostruita tra la fine dell'XI e l'inizio del XII secolo, su un impianto a tre navate terminanti in altrettante absidi. Nel 1117 un violento terremoto danneggiò l'edificio, che fu successivamente abbassato sull'intero perimetro, eliminando anche la decorazione in mattoni che si sviluppava lungo il cornicione.
La pieve, già citata il 26 maggio 1111 in un diploma dell'imperatore del Sacro Romano Impero Enrico V di Franconia tra le chiese dipendenti dal Capitolo, fu successivamente nominata il 7 novembre 1141 in una bolla del papa Innocenzo II.
Nel 1230, dalla Plebis de Sancto Pamcracio dipendevano sette cappelle del circondario, come testimoniato dal Capitulum seu Rotulus Decimarum della diocesi di Parma; in seguito il territorio amministrato dalla pieve crebbe ulteriormente, con l'aggiunta di altre cappelle poste sotto la sua giurisdizione: due entro il 1299, una nel 1354 e nove nella seconda metà del XIV secolo.
Tuttavia, nei secoli successivi la struttura cadde in stato di degrado, come testimoniato dal resoconto della visita apostolica del vescovo Giovanni Battista Castelli del 1578. Fu quindi successivamente avviata una serie di lavori, che trasformarono profondamente il tempio: furono realizzate le volte a vela in sostituzione delle capriate lignee, furono ricostruiti i fianchi, furono intonacati gli interni e furono trasformate le absidi laterali nelle sagrestie.
Nel XVII secolo l'abside della navata centrale fu sopraelevata e le due finestre laterali furono tamponate; inoltre, alla fine del secolo furono demolite la facciata e metà della prima campata, accorciando l'aula, e fu costruito il nuovo prospetto neoclassico.
Negli ultimi anni del XVIII secolo fu abbattuta l'antica abside sinistra, adibita a sagrestia due secoli prima, e al suo posto fu eretto il nuovo campanile.
Tra il 1935 e il 1955 fu avviata un'importante opera di restauro degli interni, volta a riportare parzialmente in luce l'aspetto romanico della chiesa; nel corso dei lavori, furono rimossi in parte gli intonaci, internamente dagli archi e dai pilastri ed esternamente dall'abside centrale.

## Descrizione

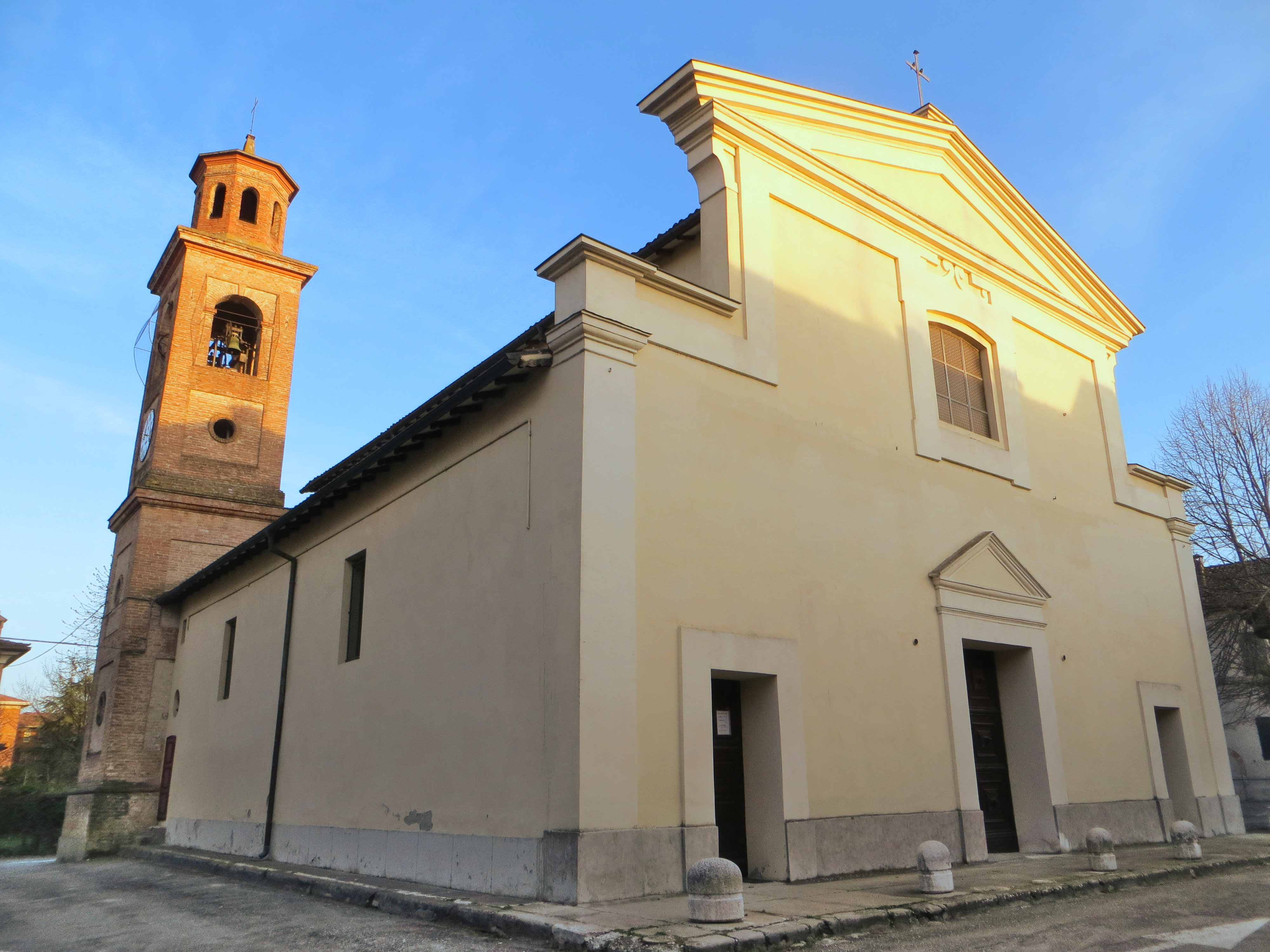
Facciata e lato nord

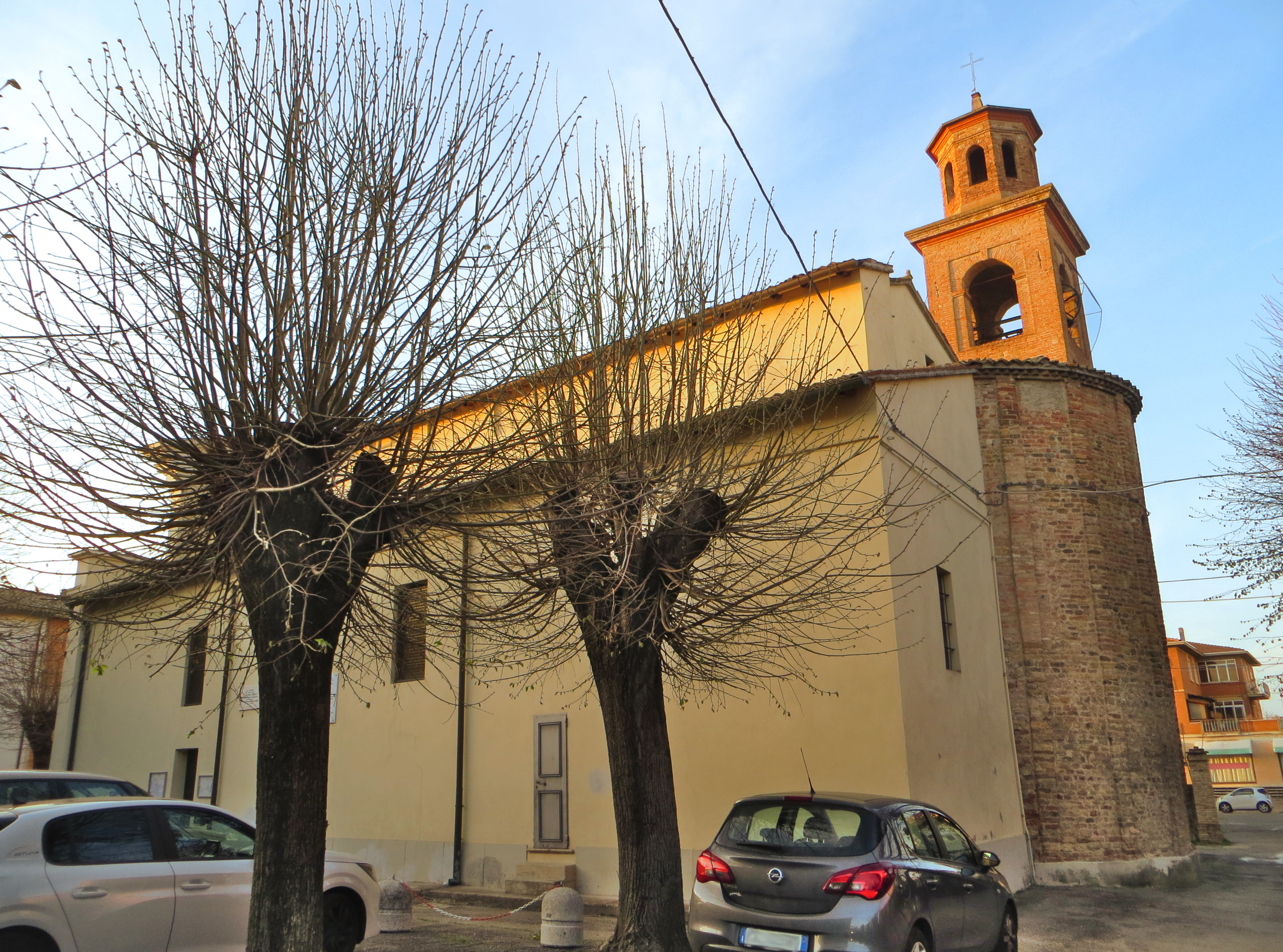
Abside e lato sud

La pieve si sviluppa su una pianta a tre navate, con ingresso a ovest e presbiterio absidato a est; il campanile si innalza in corrispondenza dell'abside della navata sinistra.
La simmetrica facciata a salienti, interamente intonacata, è caratterizzata dalla presenza di due lesene doriche alle estremità; al centro è collocato l'ampio portale d'ingresso principale, delimitato da una cornice e sormontato da un frontone triangolare; ai lati si aprono i due portali d'accesso secondari, incorniciati; in sommità si trova nel mezzo un finestrone ad arco ribassato, delimitato da una larga cornice; a coronamento si staglia al centro un ampio frontone triangolare con cornice modanata in aggetto sormontato nel mezzo da una croce, mentre ai lati si trovano due piccoli attici.
I fianchi sono illuminati da finestre rettangolari in sommità. Al termine del lato sinistro si erge su quattro ordini il campanile settecentesco in laterizio, decorato con specchiature; la cella campanaria si affaccia sulle quattro fronti attraverso ampie aperture ad arco a tutto sesto; in sommità, sopra al cornicione perimetrale in aggetto si eleva una lanterna a pianta ottagonale, illuminata su ogni lato da monofore ad arco a tutto sesto; a coronamento si eleva una piccola cupola poligonale in rame.
Sul retro l'abside in mattoni della navata centrale, risalente al XII secolo, è scandita da una serie di lesene; a coronamento in origine si trovava una fascia ad archetti intrecciati, eliminata in occasione della sua sopraelevazione seicentesca.

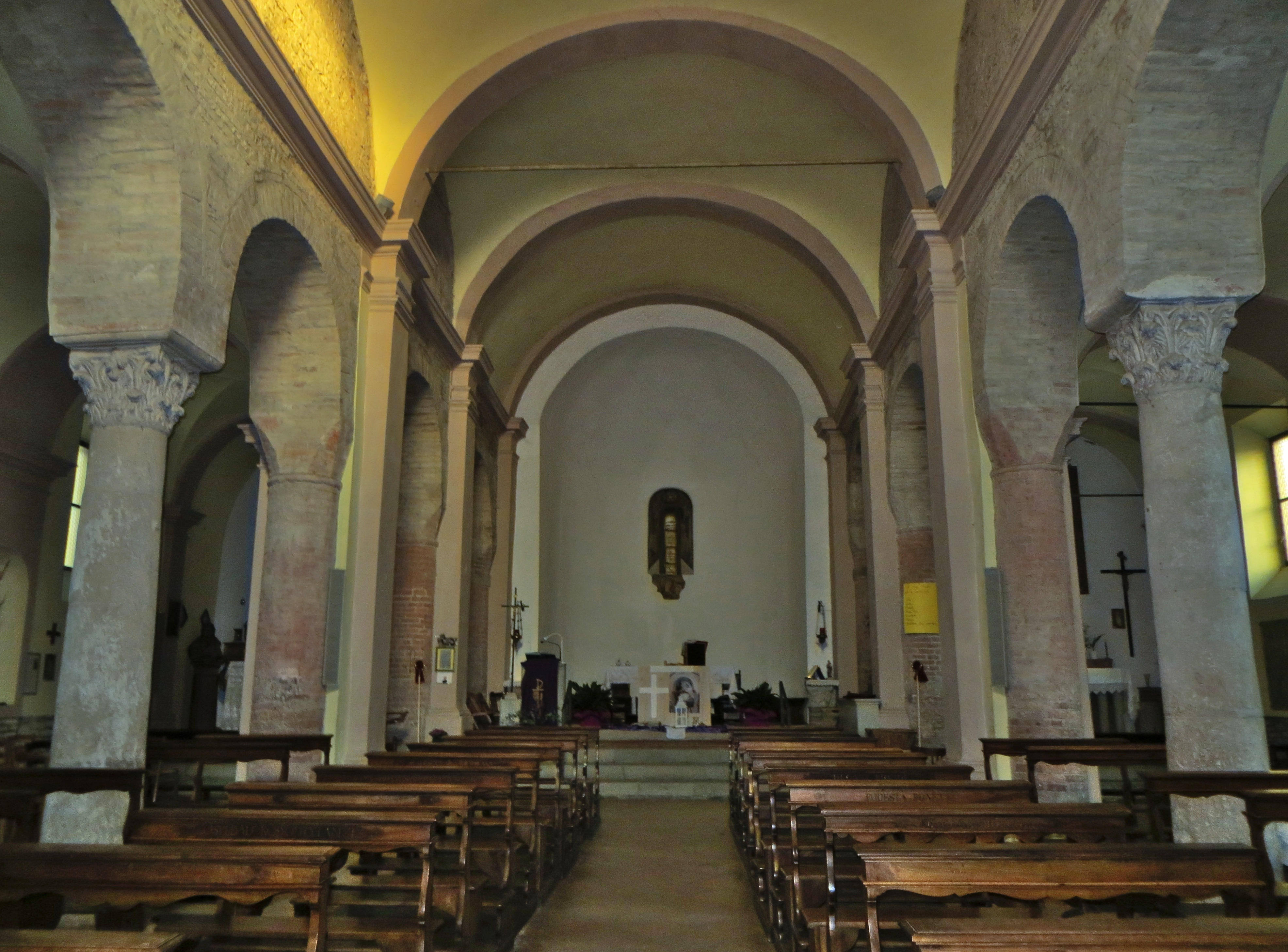
Navata centrale

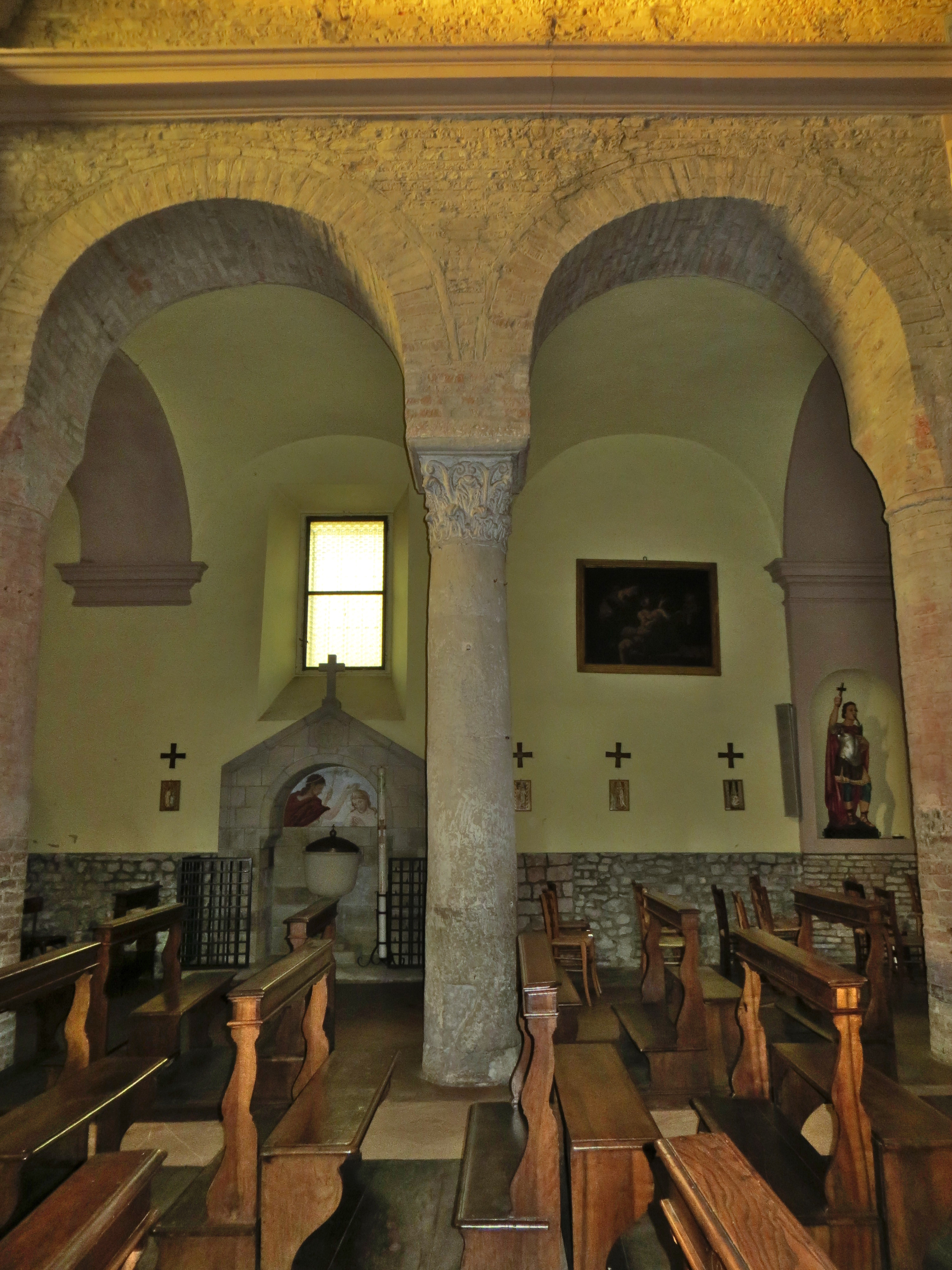
Colonna con capitello corinzio d'epoca romana

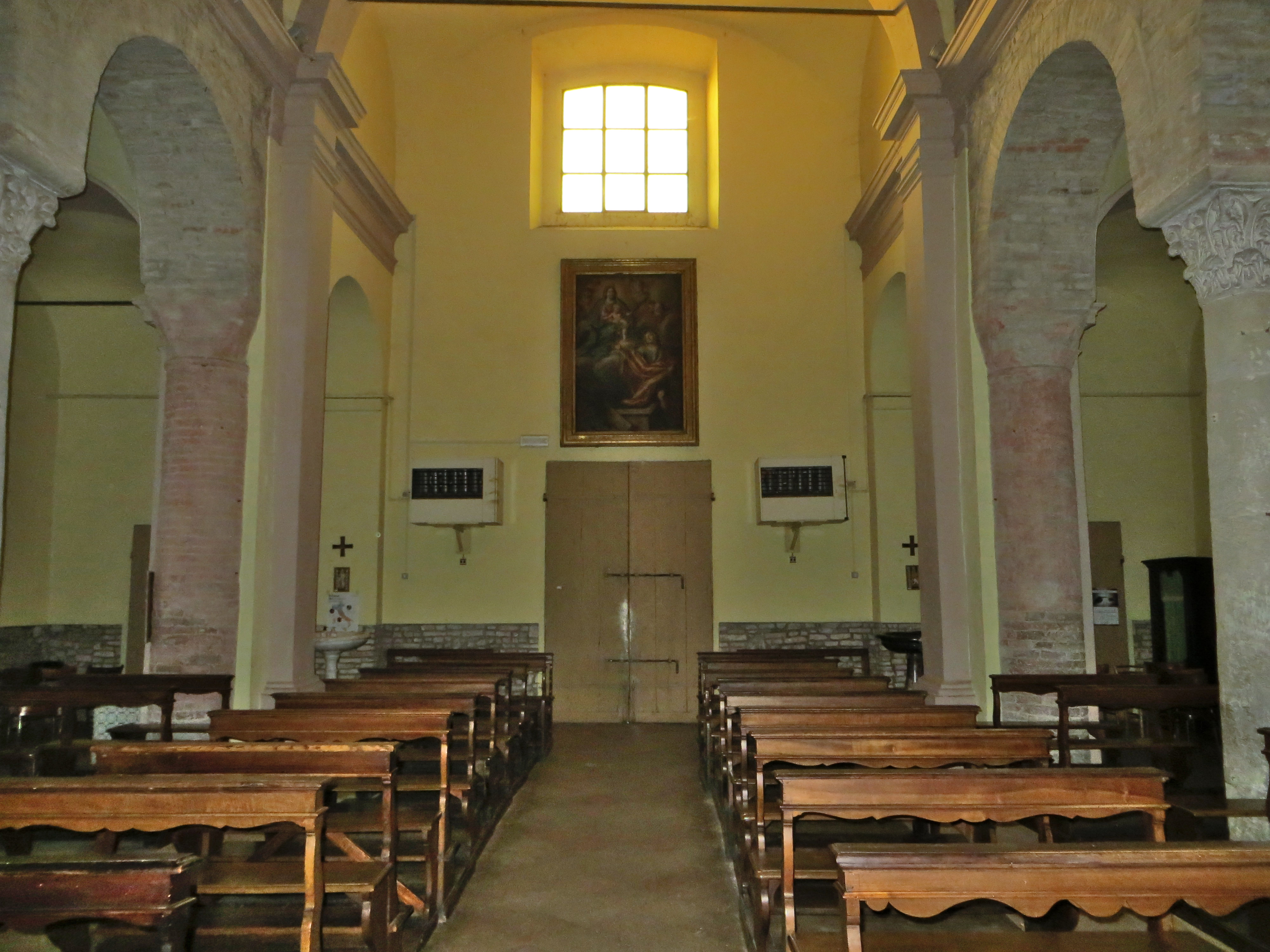
Controfacciata

All'interno la navata centrale, coperta da una volta a vela intonacata, è suddivisa dalle laterali attraverso una serie arcate a tutto sesto del XII secolo, rette da colonne in laterizio con capitelli a cubo scantonato, innalzate con mattoni dell'epoca, alternate a colonne in pietra con capitelli corinzi, realizzate recuperando materiali di epoca romana; uno dei semicapitelli è scolpito con la raffigurazione di una sfinge, eseguita intorno al 1120 probabilmente dagli scalpellini che operarono nel duomo di Parma.

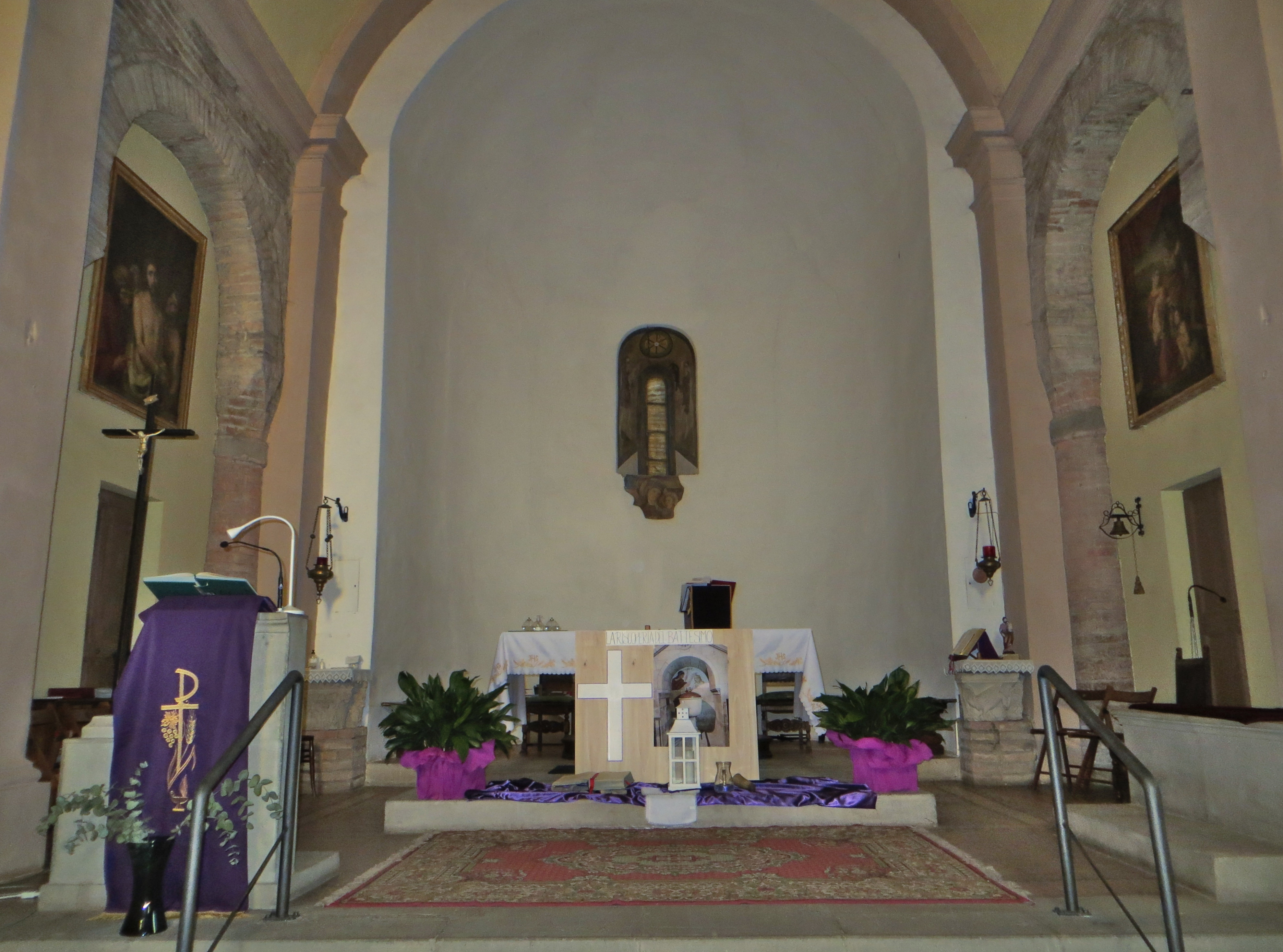
Presbiterio

Il presbiterio, lievemente sopraelevato, accoglie l'altare maggiore in pietra del 1970, collocato su un basamento scolpito con la raffigurazione dell'Agnello vittorioso; al centro dell'abside intonacata si staglia una monofora strombata ad arco a tutto sesto, decorata con affreschi raffiguranti Abele, San Pancrazio, la Madonna col Bambino e il Monogramma di Cristo, databili al XIV o al XV secolo; l'ambiente accoglie inoltre due capitelli romanici scolpiti e due quadri a olio donati nel 1839 dalla duchessa di Parma Maria Luigia, rappresentanti l'Ecce Homo di Giovanni Riccò e la Sacra Famiglia con san Giovanni Battista di Gaetano Signorini.
La cappella al termine della navata destra, dedicata ai santi Cristoforo e Carlo, accoglie l'altare maggiore pre-conciliare col tabernacolo, sormontato dalla pala settecentesca raffigurante San Cristoforo e san Carlo.
L'opposta cappella di sinistra, intitolata alla Madonna del Rosario, ospita l'antico altare maggiore settecentesco in legno intagliato e dorato.
La chiesa conserva altre opere di pregio, tra cui i dipinti raffiguranti la Sacra Famiglia e la Madonna col Bambino e san Pancrazio, entrambi del XVII secolo, e il Riposo durante la fuga in Egitto, del XIX secolo, una scultura tardo-settecentesca in terracotta rappresentante l'Ecce Homo, un confessionale seicentesco e una credenza settecentesca; il fonte battesimale scolpito in arenaria di Cassio, collocato nella navata sinistra, risale al 1940.